# Vientiane (provins)
Vientiane, (lao:  ວຽງຈັນ) är en provins i nordvästra Laos. Provinsen hade 419 090 invånare år 2015, på en area av 15 700 km². Provinshuvudstaden är Muang Phôn-Hông.

## Administrativ indelning
Provinsen är indelad i följande distrikt:
1. Feuang (10-06)
2. Hinhurp (10-09)
3. Hom (10-11)
4. Kasy (10-04)
5. Keo Oudom (10-03)
6. Mad (10-08)
7. Phonhong (10-01)
8. Thoulakhom (10-02)
9. Vangvieng (10-05)
10. Viengkham (10-10)
11. Xaisomboun (10-12)
12. Xanakharm (10-07)